# Долан, Тони
Э́нтони Майкл «Тони» До́лан (англ. Anthony Michael «Tony» Dolan; род. 21 января 1964, Ньюкасл-апон-Тайн, Нортамберленд), также известный как Tony «Demolition» Dolan и The Demolition Man, — британский музыкант, басист и вокалист хэви-металических групп Atomkraft и Venom.
В 1979 году в Ньюкасле Долан и Пол Спиллетт (Paul Spillett) сформировали группу Atomkraft. Долан был вокалистом с 1979 до 1986 гг., а с 1979 по 1981 гг. и в 1988 году был также гитаристом, перед тем как группа распалась. С 1981 до 1987, будучи вокалистом, он играл также на бас-гитаре. Когда Atomkraft воссоединились в 2004 году, Долан снова принял те же обязанности вокалиста и басиста.
В 1988 году, когда группа распалась, ему предложили роль басиста и вокалиста в более известной группе Venom. В составе Venom он записал четыре студийных альбома, но в 1993 году оставил группу.
Он также участвовал в других группах: Mantas, Dogmatix, Raubtier и др. В 2010 году с Джеффри Данном и Энтони Лэнтом он стал басистом и вокалистом группы Primevil.

## Дискография

### С Atomkraft
- Future Warriors (1985)
- Queen of Death (EP) (1986)
- Tonpress (1987)
- Conductors of Noize (1987)
- Total Metal — The NEAT Anthology (2005)

### С Venom
- Prime Evil (1989)
- Tear Your Soul Apart (EP) (1990)
- Temples of Ice (1991)
- The Waste Lands (1992)

### Другие проекты
- Dogmatix — Conspiracy (2000) — гитары, бас-гитара
- Mantas — Zero Tolerance (2004) — бас-гитара
- Superthriller — Zero (2004) — гитара на «Upgrade»